# 이스르엘 골짜기

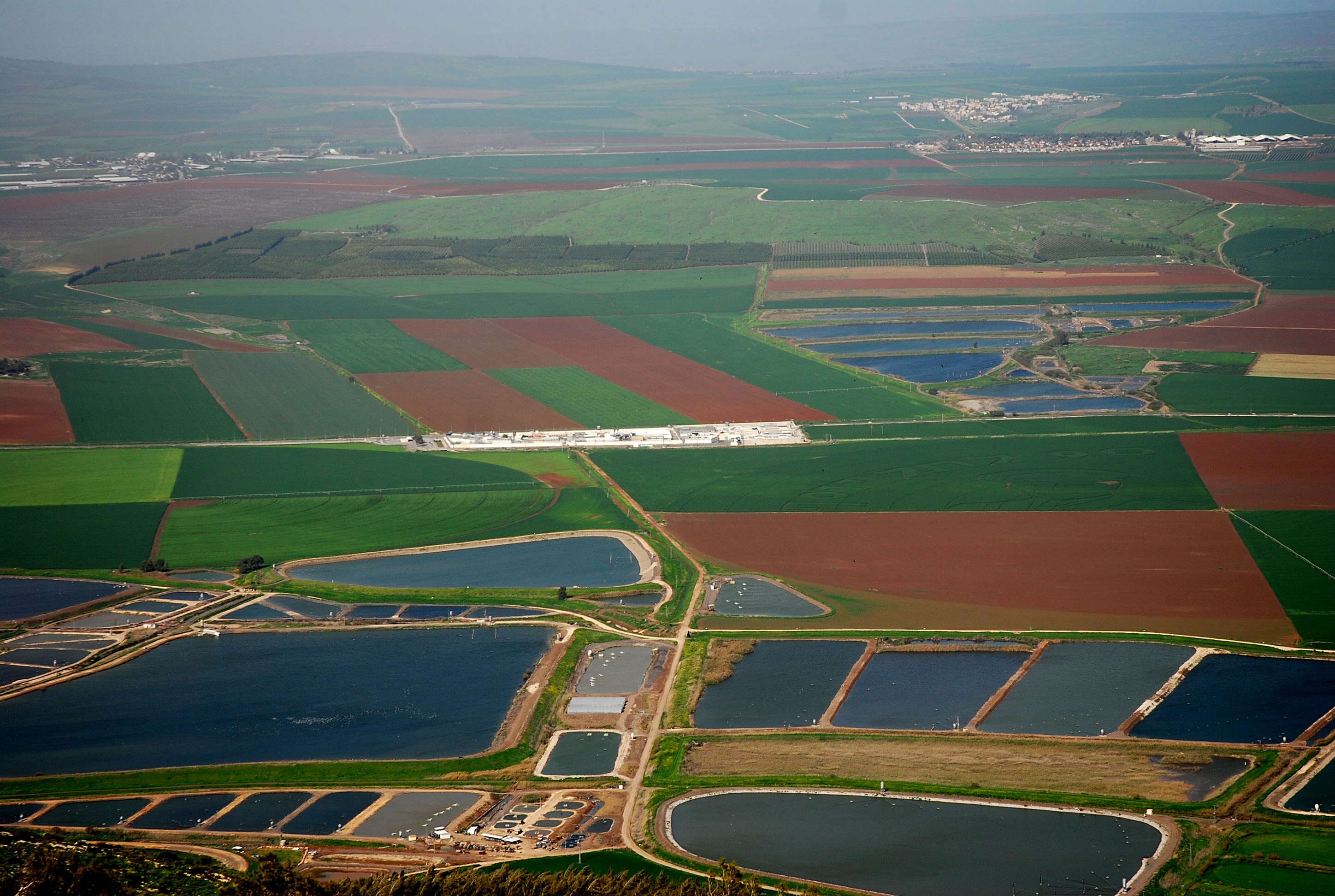

이스르엘 골짜기 또는 이스르엘 계곡(Jezreel Valley, 히브리어: עมק יזרעאל, 로마자 표기: ʿĒmeq Yīzrəʿēl)는 이스라엘 북부 지역의 넓고 비옥한 평야와 내륙 계곡이다. 북쪽으로는 하부 갈릴리 지역의 고지대가 형성되어 있고, 남쪽으로는 사마리아 고지대가, 서쪽과 북서쪽으로는 갈멜산 산맥이, 동쪽으로는 요단 계곡과 경계를 이루고 있으며 길보아산이 남쪽 범위를 이루고 있다. 계곡에서 가장 큰 정착지는 중앙 근처에 위치한 아풀라시이다.

## 같이 보기
- 아인잘루트 전투
- 사해